# ویلبر کوئن
 ویلبر کوئن (انگلیسی: Wilbur Coen؛ زاده ۲۳ دسامبر ۱۹۱۱ درگذشته ۵ فوریهٔ ۱۹۹۸) یک تنیس‌باز اهل ایالات متحده آمریکا بود. 